# Eretmocera
Eretmocera é um gênero de traça pertencente à família Agonoxenidae.